# Glitzerkleber

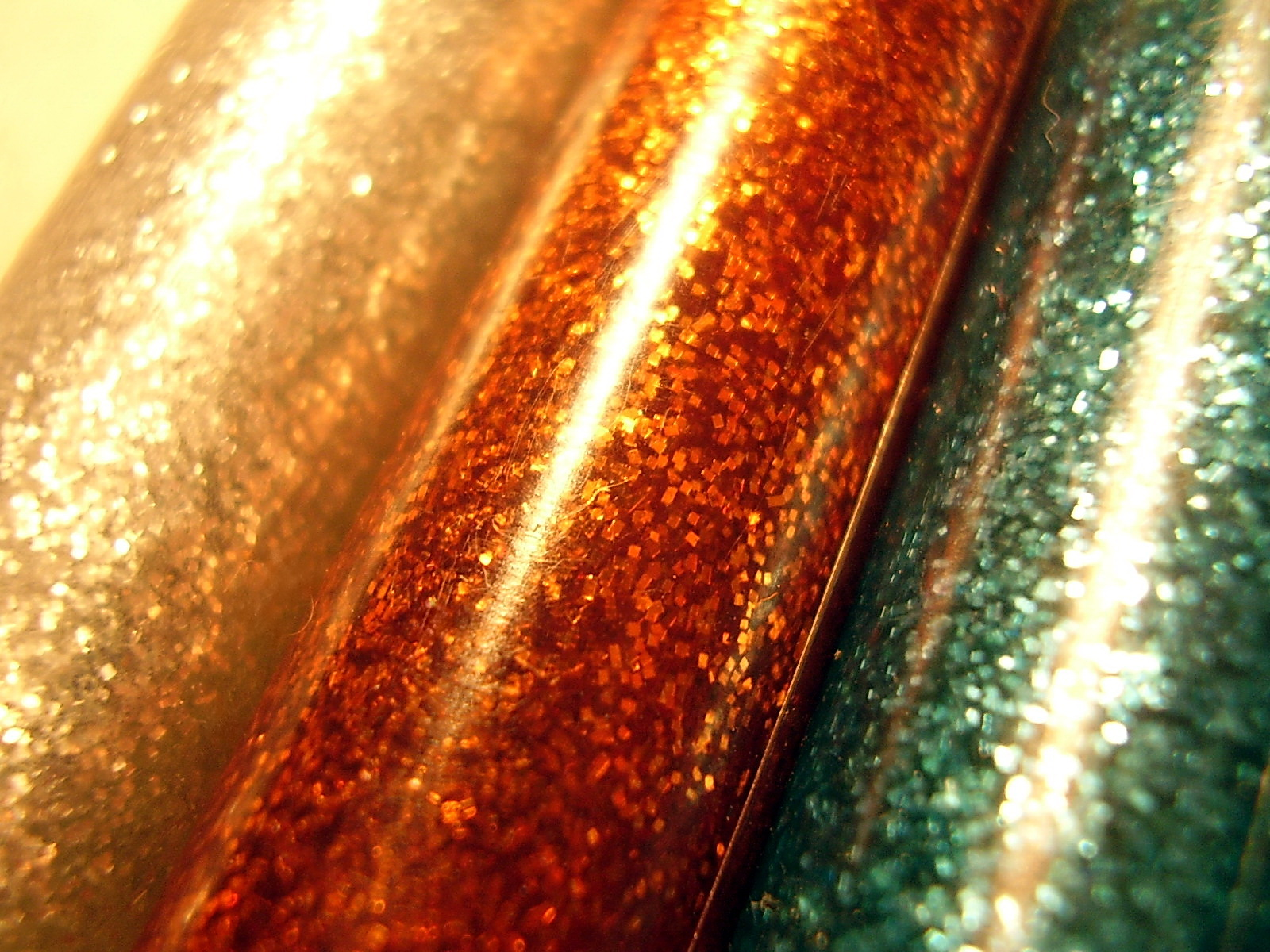

Glitzerkleber (auch Glitter Glue oder Glitter Paint) ist ein lösungsmittelfreier und dünnflüssiger Klebstoff, dem metallisch glitzernde Partikel beigemischt sind, wodurch das Licht reflektiert und gestreut wird, was bei unterschiedlichen Betrachtungswinkeln zu einem Glitzern und Flimmern führt. Er gilt als Vorstufe zur Embossing-Technik.

## Eigenschaften
Der lösungsmittelfreie Kleber hat einen pH-Wert von 7. Er wird auf Wasserbasis produziert, ist schwer entzündbar und relativ geruchsneutral. Im Vergleich zu gewöhnlichem Kleber besitzt Glitzerkleber wesentlich schlechtere Klebeeigenschaften, klebt jedoch neben Papier auch Holz, Metall und Kunststoff. Aufgrund der Lösungsmittelfreiheit trocknet der Kleber sehr langsam.
Die Verpackung ist häufig in Stiftform aufgebaut, sodass der Klebstoff direkt zum Schreiben genutzt werden kann. Für Kinder ist nicht jeder Glitzerkleber geeignet. So ist der normale Glitter Glue mit S2 kennzeichnet und sollte somit nicht in die Hände von Kindern gelangen, sondern nur unter Aufsicht von Erwachsenen benutzt werden. Nur Glitter Glue für Kinder ist entsprechend, mit der EU-Norm EN 71-(1-2-3) versehen.

## Verwendung
Glitzerkleber wird zum Basteln und zu Dekorationszwecken benutzt, bei Motiven, die gleichzeitig verziert werden sollen, zum Auftragen eines Glitzerrandes oder auch zum Schreiben und Malen für Karten mit Verzierungselementen oder Bastelmotive. Inzwischen wird auch im Kosmektikbereich Glitzer-Hautkleber für Glitzer-Tattoos angeboten. und Glitzer-Klebestifte für Heißklebepistolen.

## Umwelt
Glitzerkleber ist nicht als ökotoxisch eingestuft und die leere Plastikverpackung kann über die gelbe/n Tonne/Sack normal recycelt werden. Dennoch zählt der Glitteranteil bei einer Partikelgröße von 0,05 bis zu 6,35 mm zum Mikroplastik, der nur selten biologisch abbaubar ist und  insbesondere in Gewässern ein ernst zu nehmendes Umweltproblem darstellt, da er unweigerlich in die Nahrungskette von Lebewesen wie Fischen, Vögeln und Meeressäugetieren gerät und letzten Endes auch bis zum Menschen gelangt.